# Medvědí bratři 2
Medvědí bratři 2 (v anglickém originále Brother Bear 2) je animovaný film z roku 2006 režiséra Bena Glucka. Film je volným pokračováním snímku Medvědí bratři z roku 2003.
Medvědí bratři Koda a Kenai se prohánějí lesem. Jednou se Kenaiovi zdálo o jeho bývalé kamarádce Nitě. Nita byla tehdy mladé děvče, které se mělo vdávat za svého milence Atku. Jenže velcí duchové jí to nedovolili, protože musí nejdřív spálit amulet přátelství, který jí dal v dětství Kenai. Nakonec se Nita a Kenai potkají a jdou spolu spálit amulet na horu, kde se světla dotýkají země. Pak se Nita rozhodne, že se promění v medvěda také. Druhý den si na svatbě Kenai vezme svou kamarádku Nitu za ženu. 
Hlasy postaviček v originále namluvili herci jako Patrick Dempsey, Mandy Moore, Benjamin Bryan, Jim Cummings, Michael Clarke Duncan, Jessie Flower, Wendie Malick, Andrea Martin, Rick Moranis, Kathy Najimy, Catherine O'Hara, Jeremy Suarez, Krista Swan, Wanda Sykesová, Dave Thomas, Jack Weber a Dana Gonzales.